# Vašarovine
Vašarovine  je mjesto i arheološki kompleks u blizini sela Priluka, općina Livno, FBiH.
Iznad sela je gradina, nastanjena u brončano i željezno doba, a u kasnoantičko doba tu je bila utvrda. Arheološki kompleks zauzima blage padine koje se spuštaju u Livanjsko polje.
Kroz Vašarovine je prolazila rimska cesta koja je povezivala Livanjsko i Glamočko polje, koji su činili jedinstveno administrativno, pa tako i kulturno i vjersko, područje. 
Najveći broj nalaza potječe iz tog perioda. Svi su nalazi slučajni, otkriveni uglavnom prilikom građevinskih radova, znači bez sustavnih arheoloških
istraživanja. Prema njihovim stilskim i ikonografskim obilježjma, pretpostavlja se postojanje klesarskih radionica koje su djelovale na području Livanjskoga polja.
Povjerenstvo za očuvanje nacionalnih spomenika BiH je na sjednici, održanoj 4. prosinca u Sarajevu, 14 novih dobara proglasila nacionalnim spomenicima BiH. Među proglašenim nacionalnim spomenicima je i arheološko područje Vašarovine kod Priluke u općini Livno.